# Черногория на «Евровидении-2009»
Черногорская телекомпания RTCG пригласила авторов и исполнителей подавать заявки на участие в Евровидении 2009.
Приём заявок завершился 20 января 2009 года.
Песня, которая представит Черногорию на Евровидении, была выбрана на внутреннем отборочном конкурсе, который завершился 23 января 2009 года.
По результатам внутреннего отбора стало известно, что Черногорию на Евровидении 2009 в Москве будет представлять Андреа Демирович с песней «Just Get Out of My Life» («Просто выйди из моей жизни»).